# Tintin i Tibet (datorspel)
Tintin i Tibet (franska: Tintin au Tibet) är ett dator-TV-spel baserat på seriealbumet Tintin i Tibet från Tintins äventyr. Spelet släpptes till PC (MS-DOS och Windows 95), SNES, Game Boy, Game Boy Color och Sega Mega Drive.

## Släppdatum
- Sega Mega Drive – 1995
- Sega Game Gear – 1995
- Game Boy – 1995
- SNES – december 1995
- PC – 1996
- Game Boy Color – 2001